# Arequito
Arequito é uma comuna na Província de Santa Fé, do departamento Caseros, a 85 km de Rosário, a 238 km de Santa Fé e a 15 km ao sul do rio Carcarañá, sendo a Ruta Provincial 92 sua principal via de comunicação.

## Economia
Como outras cidades da região dos pampas a economia se baseia na produção agrícola e beneficiamento de grãos , deste modo Arequito é atualmente um centro de produção de soja, chegando a ser declarada Capital Nacional da Soja (no qual se dá um atrativo turístico quando se realiza, em outubro, a Fiesta Nacional de la Soja). A atividade industrial se concentra principalmente na fabricação de máquinas agrícolas, seus implementos e peças. As três principais indústrias fabricam semeadoras, secadores de grãos, reboques autocarregáveis e outras máquinas. Possui também outras indústrias, totalizando 300 pessoas empregadas, inclusive as anteriormente citadas.

## Turismo
A comunidade de Arequito desenvolveu uma entidade para promover o turismo (ENATUR = Ente Arequito Turístico), que facilita o agroturismo assim como as excursões e campings pelas bem amenas e arborizadas margens do Carcarañá, ou pela Reserva Ecológica Municipal, assim também as visitas ao Antigo Cinema Belgrano, ou conhecer a velha "pulpería", o Observatório Astronômico Comunal, o Museu Ferroviário, o Cine-Teatro Rossini, o Museu Histórico General Belgrano e o Arquivo Comunal, entre outros locais.

### Pontos Turísticos
- Colonia La Posta de Arequito
- Estancia Los Molles

## Outros dados de interesse
Arequito possui duas equipes de futebol: o Club Atlético 9 de Julio e o Club Belgrano.
Por outra parte se tem feito a população bastante conhecida, a partir de 1996 pelo sucesso do chamado "Huracán de Arequito", uma das alcunhas que recebe a cantante de folclore e pop Soledad Pastorutti.